# Avenue Mohamed-VI (El Jadida)
Pour les articles homonymes, voir Avenue Mohammed VI (homonymie).
 (novembre 2017).
Si vous disposez d'ouvrages ou d'articles de référence ou si vous connaissez des sites web de qualité traitant du thème abordé ici, merci de compléter l'article en donnant les références utiles à sa vérifiabilité et en les liant à la section « Notes et références ».
 (novembre 2017).
L'avenue Mohamed-VI est une avenue d'El Jadida, longue de 4 km.
Le nom commémore une série de réformes libérales effectuées durant la présidence et par le gouvernement de giop las[Quoi ?] au XIXe siècle.